# Канцлерка. Дивовижна одіссея Ангели Меркель
«Канцлерка. Дивовижна одіссея Ангели Меркель» — біографія німецької політичної діячки Ангели Меркель, написана американською журналісткою Кеті Мартон.
Письменниця дослідила особисте життя лідерки, її політичні відносини з представниками інших країн, ставлення знайомих та колег до жінки. Завдяки зібраним матеріалам (інтерв'ю, промови, офіційні документи) вдалося зобразити детальний портрет з яскравими прикладами та тематичними зображеннями.Мартон, Кеті (2021). THE CHANCELLOR: The Remarkable Odyssey of Angela Merkel [Канцлерка. Дивовижна одіссея Ангели Меркель] (українською) . ISBN 978-617-8053-00-0.

## Сюжет
У кожному розділі розкрито нові подробиці й узагальнено вже відомі з життя головної героїні. Спочатку розповідається про її суворих батьків: пастора Горста Каснера, який ніколи не був задоволений досягненнями доньки і викладачку Герлінду Каснер. Але, попри тяжке дитинство, Ангела з посмішкою пригадує місце, у якому його провела.

Восени 1973 року дівчина їде на навчання до одного з найкращих навчальних закладів Німеччини ― Лейпцизького університету. Вона обрала факультет фізики, бо на той час отримати доступ до іноземних видань було майже неможливо. Однокурсник Франк Мішкальскі характеризує Ангелу так:
Коли вона виступала в авдиторії, здавалося, ніби вона з викладачем спілкуються власною мовою, якої ніхто більше не розуміє.
У 2005 році партія ухвалила кандидатуру Меркель на місце канцлера. Свою роботу вона розпочала з перестановки меблів у кабінеті. Далі перетворила гардеробну на кухню, на якій постійно заварювала гостям каву. Від своїх робітників вона вимагала точності, бо сама легко запам'ятовувала будь-які дані.
Ангела не вела довго свої промови, але її слова завжди були влучними і змушували слухачів прислухатися до політичної діячки.
«Він відіграє дуже важливу роль у моєму політичному житті. Він пояснює мені, як ті чи інші рішення можуть вплинути на життя людей. Він — мій погляд збоку.»* Саме так жінка виражає своє ставлення до чоловіка. Також вона розповіла, що вони ділять домашні обов'язки між собою.

## Персонажі
- Ангела Меркель — (нім. Angela Dorothea Merkel; нар. 17 липня 1954, Гамбург) — німецька політична діячка, Федеральний канцлер Німеччини з 2005 року до 2021 року.
- Герлінда Каснер — мати Ангели Меркель, вчителька англійської і латинської мов.
- Горста Каснер — пастор, батько Ангели Меркель.
- Йоахім Зауер — чоловік Ангели Меркель.

## Український переклад
- Кеті Мартон (2021). Канцлерка. Дивовижна одіссея Ангели Меркель. пер. з англ. Дмитро Кожедуб. Київ: Лабораторія. ISBN 978-617-8053-00-0.